# Wanted (album de Bow Wow)
Pour les articles homonymes, voir Wanted.
Albums de Bow Wow
Unleashed
(2003) The Price of Fame
(2006)
Singles
1. Let Me Hold You
Sortie : 2005
2. Like You
Sortie : 2005
3. Fresh Azimiz
Sortie : 2006

Wanted est le quatrième album studio de Bow Wow, sorti le  12 juillet 2005.
L'album s'est classé 3e au Top R&B/Hip-Hop Albums, au Top Internet Albums et au Billboard 200, et a été certifié disque de platine, avec plus de 900 000 exemplaires vendus aux États-Unis.

## Contenu
Fruit d'une nouvelle collaboration avec le producteur Jermaine Dupri, cet album a un son plus crunk que les opus précédents, même si les deux premiers singles sont plutôt RnB.
D'une manière générale, l'album sonne plus « adulte » que les précédents.
Le single Like You, en featuring avec Ciara, coïncide avec le début de la relation amoureuse entre Bow Wow et la chanteuse, relation qui prendra fin en 2006.

## Liste des titres
| No  | Titre                                                     | Contient un (des) sample(s) de           | Durée |
| --- | --------------------------------------------------------- | ---------------------------------------- | ----- |
| 1.  | Do You                                                    |                                          | 3:32  |
| 2.  | Big Dreams                                                |                                          | 3:34  |
| 3.  | Let Me Hold You (featuring Omarion)                       | If Only for One Night de Luther Vandross | 4:10  |
| 4.  | Fresh Azimiz (featuring Jermaine Dupri et J-Kwon)         |                                          | 4:32  |
| 5.  | Caviar (featuring Snoop Dogg)                             |                                          | 3:44  |
| 6.  | Like You (featuring Ciara)                                | I'm Leaving You Again de New Edition     | 3:27  |
| 7.  | B.O.W.                                                    |                                          | 3:35  |
| 8.  | Go                                                        |                                          | 4:24  |
| 9.  | Do What It Do (featuring Jermaine Dupri et Johntà Austin) |                                          | 3:06  |
| 10. | Is That You (P.Y.T.) (featuring Johntà Austin)            |                                          | 3:57  |
| 11. | Mo Money (featuring T. Waters)                            |                                          | 9:08  |